# Burg Straßberg
Die Burg Straßberg ist eine Spornburg auf dem 755 m ü. NN hohen Schlossberg  der Gemeinde Straßberg im Zollernalbkreis in Baden-Württemberg.

## Geschichte
Um 1150 entstand an diesem strategisch gelegenen Platz am Albaufstieg der alten Römerstraße Sulz – Laiz eine Feudalburg, die mit der heutigen Anlage nicht mehr identisch ist. Ab der Mitte des 13. Jahrhunderts wurde die Burg bis zur heute erhaltenen Anlage ausgebaut.
In einer Urkunde vom 22. April 1253 wird auch der Besitz des Klosters Beuron in Straßberg erwähnt. Der Name könnte von der römischen und mittelalterlichen Straße stammen, die nördlich der Burg in steilem Stich vom Schmeiental auf die Hochebene der Schwäbischen Alb bei Winterlingen führt. Später kam die Herrschaft an das Stift Buchau. Seit wann die Grafen von Hohenberg Straßberg von Buchau als Lehen hatten, ist unklar, 1345 wird erwähnt, dass die Äbtissin Anna von Buchau, nachdem Graf Heinrich von Hohenberg Burg und Ort Straßberg als Lehen aufgegeben habe, diese dem Ritter Rudolf zu Reischach verliehen habe.

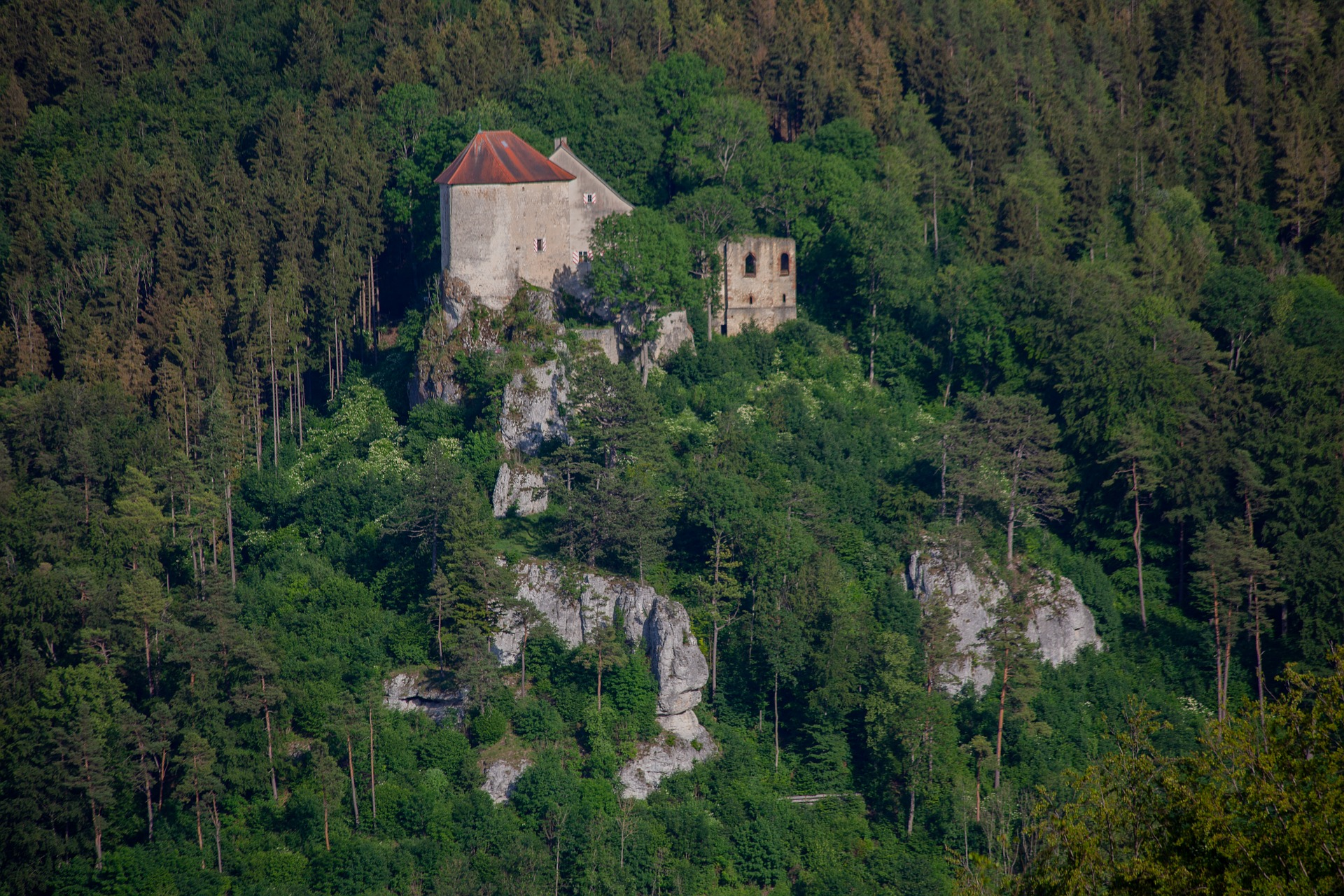
Burg mit Kapellen-Ruine

Als Erbschaft gelangte die Herrschaft 1420 an Hans von Stein gen. Schnellinger, der sie aber 1429 an Hans Schwelher den älteren zu Owen unter Teck veräußerte, womit ihn die Äbtissin von Buchau nachträglich belehnte. Auf Bitten seines Enkels, Peter Schwelher, übertrug die Äbtissin Barbara von Gundelfingen 1508 das Lehen Straßberg an den Ritter Wolfgang von Homburg. Er erhielt 1511 von Kaiser Maximilian I. für die Herrschaft Straßberg die hohe Gerichtsbarkeit verliehen, die danach auch regelmäßig den Inhabern der Herrschaft verliehen worden ist. 1532 verkaufte Wolf von Homburg die Herrschaft Straßberg, bestehend aus dem Buchauer Lehen Straßberg und den freieigenen Dörfern Frohnstetten und Kaiseringen, mit Hoch- und Niedergericht, Wildbann und Jagdgerechtigkeiten für 10.000 Gulden an Dietrich Dieteg von Westerstetten. Im Jahre 1553 erfolgte die Belehnung durch die Äbtissin von Buchau. Die Herrschaft Straßberg blieb danach fast 100 Jahre im Besitz derer von Westerstetten und Drackenstein. Adolf und Ulrich Dieteg von Westerstetten gelang es mit der Urkunde vom 22. Mai 1559, für 1200 Gulden von Abt und Konvent des Klosters Stein am Rhein die Pfarrei und den Kirchensatz zu Straßberg mit Zehnten und Zinsen samt dem Hof zu Burg zu erwerben. 1597 wurde die Burg zu einem Wohnschloss umgebaut.

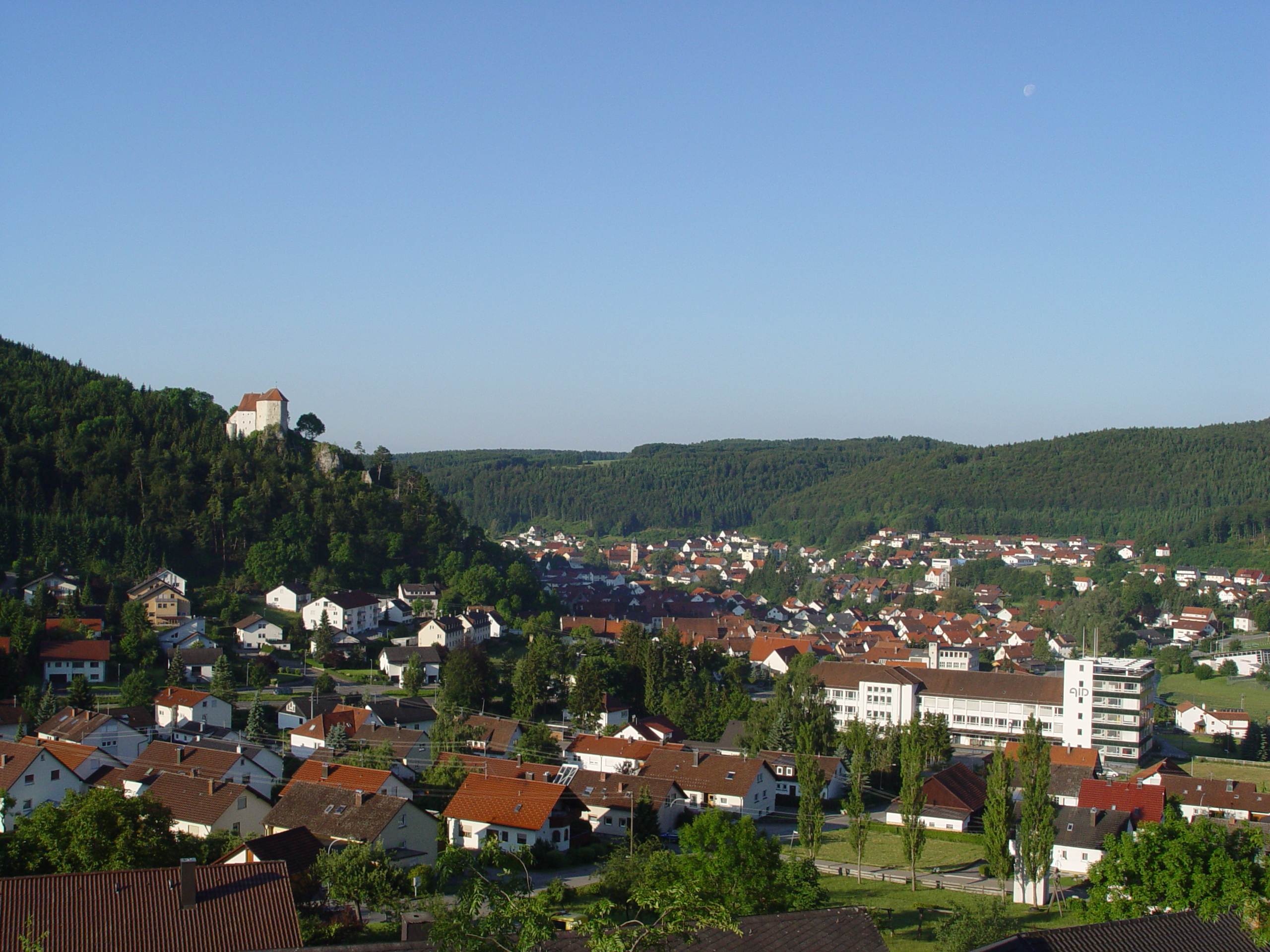
Ortsansicht

Mit Georg Dietrich von Westerstetten, Drackenstein und Lautlingen starb 1625 die Straßberger Linie des Geschlechtes aus. Da die Äbtissin von Buchau, Katharina von Spaur, nicht gewillt war, die Verwandten des Verstorbenen zu belehnen, kam sie am 2. November 1625 unvermutet nach Straßberg, ließ sich von den Untertanen der drei Gemeinden huldigen und nahm somit die Herrschaft in ihren unmittelbaren Besitz. Am 22. November 1625 erließ die Äbtissin den Spaurschen Gnadenbrief, als dessen wesentlicher Bestimmung die Entlassung der Untertanen aus der Leibeigenschaft gilt. Im Dreißigjährigen Krieg wurde der Ort 1633 von Herzog Julius von Württemberg-Weiltingen eingenommen. 1634 schenkte Königin Christine von Schweden dem Obristen Martin von Degenfeld für seine Kriegsdienste und rückständigen Sold die Herrschaften Lautlingen und Straßberg, eine Schenkung, die allerdings 1634 infolge der Schlacht bei Nördlingen wieder hinfällig wurde.
Zwischen 1635 und 1650 ließ Katharina von Spaur im Vorhof der Burg die Schlosskapelle bauen, für die 1691 die Äbtissin Maria Theresia von Sulz eine Kaplanei zu Ehren der hl. Jungfrau Maria und des hl. Johannes Baptista stiftete. Die Auseinandersetzungen mit den von Westerstetten zogen sich noch bis 1656 hin. Das Stift Buchau verwaltete die Herrschaft Straßberg bis zur Säkularisation 1803 selbst. 1783 ließ die Herrschaft vom Wachturm eineinhalb Stockwerke und vom Wohnhaus des Schlosses ein Stockwerk abbrechen.
Infolge der Säkularisation 1803 wurde das Damenstift Buchau aufgehoben und seine Herrschaftsrechte und Besitzungen in Straßberg dem Fürsten von Thurn und Taxis übertragen. 1835 verkaufte der Fürst die Standesherrschaft Straßberg an die Gräflich Langenstein’sche Kuratel. Jedoch trat Erbprinz Karl Anton von Hohenzollern-Sigmaringen 1836 in den Kaufvertrag ein und erwarb die Standesherrschaft Straßberg. Er unterstellte das Rentamt Straßberg 1848 der Fürstlichen Hofkammer in Sigmaringen.
Zeitweise diente die Burg dem Bischof von Rottenburg Paul Wilhelm von Keppler als Sommersitz. Heute ist die Burg in Privatbesitz und wird vom Besitzer bewohnt.

## Baubeschreibung
Die kompakte Burganlage beinhaltet einen aus Buckelquadern erbauten fünfeckigen Wohn- und Wehrturm, einen Palas als Mittelbau mit aufgesetztem Fachwerk und ein Torhaus das an den teilweise in den Felsen gehauenen Halsgraben grenzt. Von den Mauern, die den Vorplatz der Burg umgaben, sind noch Reste erhalten.